# 금안수
금안수 이염(錦安守 李濂, 1609년 - ?년)은 조선중기의 왕족으로 덕흥대원군의 증손이며, 종실 진산군 이유령(珍山君 李有齡)의 2남이다.

## 생애
조선중기의 왕족으로 본관은 전주, 휘는 염(濂)이다. 덕흥대원군의 증손이며, 선조의 백형 하원군의 손자이다. 아버지는 종실 진산군 이유령(珍山君 李有齡)이고, 어머니는 참의(參議) 나주인(羅州人) 나회길(羅晦吉)의 딸로 현부인 나주나씨(縣夫人 羅州羅氏)이다.
부인은 진주인(晋州人) 강숙(姜琡)의 딸로 신인 진주강씨(愼人 晋州姜氏)이다.
진산군의 2남으로 기유(己酉) 1609년(광해 1) 탄생하였다. 창선대부(彰善大夫) 금안수(錦安守)에 봉작을 받고 별세하였다.

## 가족 관계
- 아버지 : 진산군 이유령(珍山君 李有齡)
- 어머니(계모) : 현부인 고령신씨(縣夫人 高靈申氏, 1583년 - 1606년), 참의(參議) 고령인(高靈人) 신응주(申應澍)의 딸.
- 어머니(생모) : 현부인 나주나씨(縣夫人 羅州羅氏, 1586년 - 1644년), 참의(參議) 나주인(羅州人) 나회길(羅晦吉)의 딸.
- 부인 : 신인 진주강씨(愼人 晋州姜氏), 진주인(晋州人) 강숙(姜琡)의 딸.
  - 장남 : 이선한(李善漢)
  - 장녀 : 이경순(李敬順), 통덕랑(通德郞) 남양인(南陽人) 홍석하(洪錫夏)에게 출가.
  - 2녀 : 이효영(李孝榮), 통덕랑(通德郞) 이사재(李社齎)에게 출가.
  - 3녀 : 이종영(李終榮), 통덕랑(通德郞) 안정기(安鼎基)에게 출가.